# NP Cube
NP Cube (NP3) est une société française développant des jeux vidéo. Implantée dans la ville du Port, à La Réunion, elle fut créée en septembre 2002. Il s'agit de la première société réunionnaise de jeux vidéo.

## Création
Son nom a été formé d'après les initiales de quatre des associés fondateurs :
- Christophe Nazaret (société Dream Up)
- Laurent Paret (société Paret Productions)
- Vincent Pelisson
- Vincent Pourieux (société VWORLD)

Tous sont issus de l'industrie du jeu vidéo, les trois derniers ayant signé de nombreuses réalisations au sein de la société française de jeux vidéo infogrames.
Le gérant et 5e associé est César Jacquet, à qui l'on doit Guetali, le premier fournisseur d'accès à Internet de La Réunion en 1996.

## Réalisations
- Développement du MMORPG Dark and Light, édité par la société mauricienne Farlan Entertainment.

Ce jeu a suscité une vive émotion au sein de la communauté MMORPG internationale avant sa sortie. Ainsi, plus de 350 000 visiteurs se sont inscrits sur le forum officiel postant plus d'un million de messages.
- Développement du projet E-campus, campus virtuel 3D en partenariat avec l'IREMIA, Institut de Recherche en Mathématiques et Informatique Appliquées de l'université de La Réunion.

## Évolution et procès
- Juillet 2004, démission d'une partie du staff de NP Cube (Jean-François Levigne, Vincent Pelisson et Vincent Pourieux, ayant fondé la société VWORLD, succédant à la société CPU Software). Un litige concernant la propriété intellectuelle du moteur de rendu utilisé dans Dark and Light oppose dès lors Vincent Pourieux et NP Cube[2]. Ce litige concerne l'utilisation d'une technologie développée par Pourieux depuis 1996 et utilisée à l'origine dans Eingana. Le 23 septembre 2006, Mr Pourieux a déposé une plainte pour délit de contrefaçon et violation de droits d'auteur à l'encontre de la société NP Cube, en qualité de propriétaire de la dite technologie.
- Peu de temps après, en 2004, Laurent Paret démissionne et fonde sa propre structure (Paret Productions) qui travaille entre autres pour NP3.
- À la suite de ces départs, Christophe Nazaret devient chef de projet et responsable technique du jeu.
- La société VWorld a intenté une action en justice en mai 2007 auprès du Tribunal de Grande Instance de Paris à l'encontre du studio de développement réunionnais NPCube, de l'éditeur de jeux vidéo mauricien Farlan Entertainment et de monsieur César Jacquet, pour contrefaçon de logiciel, non-respect du droit au crédit et à la paternité, concurrence déloyale et parasitisme[2].
- En réponse, NPCube a attaqué VWORLD devant le Tribunal de Commerce de Clermont-Ferrand en septembre 2007 sur le fondement de la concurrence déloyale[2].
- Le 13 mars 2008, la société NPCube a été intégralement déboutée de ses requêtes par le Tribunal de Commerce de Clermont-Ferrand, qui a jugé que les différents échecs de la société NPCube n'étaient en rien imputables à la société VWORLD. Le Tribunal a également jugé que le moteur de jeu Mafate faisait usage de la technologie V-world, renommée VWorldTerrain en 2004 et non « d'une technologie SCAPER ». La société NPCube a été condamnée à verser 50 000 Euros de dommages et intérêts à la société VWORLD[3].

## Partenariats
Au cours du temps NP Cube s'est entourée de différents partenaires afin de mener à bien le développement de Dark and Light :
- BigWorld, société australienne proposant une architecture de réseau client/serveur destinée aux jeux vidéo[4]
- Alchemic Dream, société canadienne spécialisée dans la gestion, le support et la localisation de MMOG[5].
- Snail Game, société chinoise de jeux vidéo, spécialisée dans les MMOs[6]
- IREMIA, Institut de Recherche en Mathématiques et Informatique Appliquées de l'université de La Réunion.
- ILOI, Institut de l'image de l'océan Indien, centre de formation dont sont issus de nombreux infographistes 3D de NP Cube.